# Туман, туман долиною…
«Туман, туман долиною…» — вірш Тараса Шевченка, написаний 1848 року на Косаралі.

## Написання
Збереглося кілька чистових автографів вірша: автограф у «Малій книжці»; автограф у «Більшій книжці». Автографи не датовано.
Вірш датується дослідниками за місцем автографа у «Малій книжці» серед творів 1848 року та часом зимівлі Аральської описової експедиції в 1848—1849 роках на Косаралі, орієнтовно: кінець вересня — грудень 1848 року, місце написання — Косарал.
Найраніший відомий текст — чистовий автограф у «Малій книжці», до якої Шевченко переписав вірш під № 44 у восьмому зшитку за 1848 рік, орієнтовно наприкінці 1849-го чи на початку 1850 року (до арешту 23 квітня), з невідомого первісного автографа. При перенесенні твору він зробив виправлення в рядках 13 і 14. У 1858 році, не раніше 18 березня і не пізніше 22 листопада, Шевченко переписав з «Малої книжки» до «Більшої книжки» з новими змінами в рядках 9, 11 — 16 доопрацьований текст твору, виправивши при цьому форму слова в рядку 12.
Найімовірніше, з «Малої книжки» вірш було переписано до рукописного списку невідомої особи з окремими виправленнями Шевченка кінця 1850-х років, що належав Л. Жемчужникову і не зберігся. Деякі відміни цього списку подав О. Кониський. Частина відзначених ним варіантів (рядки 12, 14, 16) збігається з автографом у «Малій книжці». Рядки 13 («Зв'язалася я, не знала»), 15 («Ліпше б було в труні гнити») розходяться з ним.

## Публікація
Вперше твір надруковано за «Більшою книжкою» з неточностями в рядках 13 — 14 («одружились», «заховались», «були не кохались» замість «одружилась», «заховалась», «була не кохалась») в журналі «Основа» (1862 рік, № 1, стор. 4 — 5).
Вперше вірш введено до збірки творів у виданні: «Кобзарь Тараса Шевченка / Коштом Д. Е. Кожанчикова» (СПб., 1867 рік, стор. 482) і того ж року — у виданні: «Поезії Тараса Шевченка» (Львів, 1867 рік, том 1, стор. 248), де текст вірша подано за «Основою».
Відомі дослідникам списки твору походять від першодруку в «Основі»: у збірці «Сочинения Т. Г. Шевченка» 1862 року; у рукописних «Кобзарях» — 1865 року, переписаному Д. Демченком, другої половини XIX ст. тощо.

## Сюжет
У поезії поєдналися два протилежні мотиви: мрії про родинне щастя і нарікання на подружнє життя. Вірш побудовано у формі монологів чоловічого й жіночого голосів, що йдуть поспіль. З першим, чоловічим голосом, сповненим пристрасного шукання долі, контрастує другий, жіночий, пройнятий гіркотою розчарування. Написаний у народнопісенному дусі, вірш став народною піснею.
Більшість мотивів вірша має паралелі в народних піснях («Туман, туман по долині…», «Туман, мати, туманочку…», «Ой млин меле, ой млин меле…», «Шумить, гуде дібровонька…» тощо):
Туман, туман по долині,
Широкий лист на калині,
А ще ширший на дубочку —
Кличе голуб голубочку.— Труды этнографическо-статистической экспедиции... собранные П. П. Чубинским, стор. 402
Туман, мати, туманочок,
Та туман налягає,
А з-під того брава туманочка
Сизий голуб вилітає,
Він літає, буркотає,
Голубки шукає.— там само, стор. 24
Ой ходімо, дівчинонько, слідів затирати:
Де стояли, розмовляли, підковочки знати...
Щоб не знали ні вороги, ні отець, ні мати.— Народные южнорусские песни / Издание Амвросия Метлинского, Київ, 1854 рік, стор. 116
Лучче було не знатися,
Чим тепер нам розстатися;
Лучче б було не любиться,
Чим тепера розлучиться.— Труды этнографическо-статистической экспедиции... собранные П. П. Чубинским, стор. 359

## Музика
Твір поклали на музику М. Лисенко, Я. Бігдай тощо.